# Панасівська сільська рада (Зборівський район)
Пана́сівська сільська́ ра́да — адміністративно-територіальна одиниця та орган місцевого самоврядування у Зборівському районі Тернопільської області (до 2020 року). Адміністративний центр — село Панасівка.

## Загальні відомості
Панасівська сільська рада утворена в 1939 році.
- Територія ради: 4,31 км²
- Населення ради: 777 осіб (станом на 2001 рік)
- Територією ради протікає річка Серет

## Населені пункти
Сільській раді підпорядковані населені пункти:
- с. Панасівка
- с. Чорний Ліс

## Склад ради
Рада складається з 15 депутатів та голови.
- Голова ради: Ковтун Петро Ілліч
- Секретар ради: Дідик Галина Богданівна

### Керівний склад попередніх скликань
| Прізвище, ім'я, по батькові | Основні відомості                                                                                  | Дата обрання | Дата звільнення |
| --------------------------- | -------------------------------------------------------------------------------------------------- | ------------ | --------------- |
| Ковтун Ганна Дмитрівна      | Сільський голова, 1959 року народження, освіта вища, член Всеукраїнського об'єднання «Батьківщина» | 26.03.2006   | 31.10.2010      |
| Ковтун Ганна Дмитрівна      | Сільський голова, 1959 року народження, освіта вища, член Всеукраїнського об'єднання «Батьківщина» | 31.10.2010   | 27.05.2012      |
| Ковтун Петро Ілліч          | Сільський голова, 1954 року народження, освіта вища, член Конгресу Українських Націоналістів       | 27.05.2012   |                 |

Примітка: таблиця складена за даними сайту Верховної Ради України

### Депутати
За результатами місцевих виборів 2010 року депутатами ради стали:

#### За суб'єктами висування
| Суб'єкт висування | Кількість обраних депутатів | %   |
| ----------------- | --------------------------- | --- |
| Самовисування     | 15                          | 100 |

#### За округами
| № округу | Прізвище, ім'я, по батькові | Дата визнання обраним | Освіта             | Партійна приналежність                        | Відомості про обраного депутата                                                                                           |
| -------- | --------------------------- | --------------------- | ------------------ | --------------------------------------------- | --- |
| 1        | Качан Оксана Іванівна       | 05.11.2010            | середня            | член Всеукраїнського об'єднання «Батьківщина» | Територіальний центр обслуговування інвалідів, одиноких громадян при управлінні праці та соцзахисту, соціальний працівник |
| 2        | Процик Ярослава Степанівна  | 05.11.2010            | вища               | позапартійна                                  | Панасівська загальноосвітня школа І ст., вчитель                                                                          |
| 3        | Дідик Галина Богданівна     | 05.11.2010            | середня спеціальна | позапартійна                                  | Панасівська сільська рада, секретар                                                                                       |
| 4        | Гринчук Наталія Григорівна  | 05.11.2010            | вища               | позапартійна                                  | Панасівський ДНЗ «Водограй», завідувачка                                                                                  |
| 5        | Дереш Марія Іванівна        | 05.11.2010            | середня            | позапартійна                                  | тимчасово не працює |
| 6        | Олійник Андрій Антонович    | 05.11.2010            | середня спеціальна | позапартійний                                 | приватний підприємець |
| 7        | Грицишин Олег Володимирович | 04.05.2011            | середня            | позапартійний                                 | Тернопільський центр професійно-технічної освіти № 1, студент                                                             |
| 8        | Ясенко Анатолій Іванович    | 05.11.2010            | середня            | позапартійний                                 | тимчасово не працює |
| 9        | Фецак Павло Михайлович      | 05.11.2010            | середня спеціальна | позапартійний                                 | тимчасово не працює |
| 10       | Цюман Ганна Степанівна      | 05.11.2010            | вища               | позапартійна                                  | тимчасово не працює |
| 11       | Палій Володимир Петрович    | 04.03.2013            | середня            | позапартійний                                 | Зборівський коледж ТНТУ ім. Пулюя, студент                                                                                |
| 12       | Недогін Володимир Петрович  | 05.11.2010            | середня            | позапартійний                                 | пенсіонер |
| 13       | Федорович Ігор Васильович   | 04.05.2011            | середня            | позапартійний                                 | тимчасово не працює |
| 14       | Боярська Людмила Михайлівна | 05.11.2010            | середня            | позапартійна                                  | тимчасово не працює |
| 15       | Батюх Петро Васильович      | 04.05.2011            | середня            | позапартійний                                 | тимчасово не працює |